# Mycoplasma hominis
Mycoplasma hominis é uma espécie de bactéria. Presentes na vagina, podem ou não pertencer a flora vaginal normal. Acredita-se também ser uma causa de doença inflamatória pélvica.
Esta espécie é conhecida por muitas vezes colonizar o trato genital de homens sexualmente ativos e mulheres. Esta bactéria também tem sido associada com febre pós-aborto e pós-parto.
Crescimento de colónias em meio de ágar de glucose dentro de 24-48 horas, é uma característica da Mycoplasma hominis.